# Karim Beguir
Karim Beguir, né en novembre 1976 à Échirolles, est un entrepreneur franco-tunisien.

## Jeunesse et études
Karim Beguir passe son enfance dans le Sud de la Tunisie, à Tataouine, puis vient étudier en France. Il est diplômé de l'École polytechnique.

## Carrière
Après avoir travaillé pour des banques américaines, comme J.P. Morgan et Bank of America, il fonde en 2014, avec son amie d'enfance Zohra Slim, InstaDeep, start-up spécialisée en intelligence artificielle.
La société réalise une première levée de fonds de 100 millions d'euros en janvier 2022, avant d'être revendue pour 636 millions d'euros en janvier 2023 à BioNTech,. À la suite de cette acquisition, InstaDeep a considérablement élargi ses opérations internationales et s'est associée à des leaders de l'industrie tels que Google DeepMind et BioNTech pour développer des solutions avancées en IA.
Karim Beguir s'engage également dans des initiatives éducatives pour démocratiser l'accès à l'IA en Afrique. Il travaille à la création de programmes pour former de jeunes talents et leur permettre de contribuer au développement technologique du continent.
Le 8 février 2024, Karim Beguir reçoit le TIME100 Impact Awards par Time 100 pour son impact dans le monde de l'intelligence artificielle. Il est également reconnu par Forbes Africa comme une figure clé de l'innovation en Afrique.

## Reconnaissances
- Articles dans TechCrunch, Le Figaro et Jeune Afrique pour ses contributions à l'IA ;
- Mention dans Forbes Afrique pour son rôle dans la transformation technologique de l'Afrique (2023) ;
- TIME100 Impact Awards (2024).

## Publications
- (en) Leapfrog : Building Africa's Future in the AI Era, L'ADN éditions, 2025, 100 p. (ISBN 979-1094283455).